# Böser Clown
Böser Clown bezeichnet im engeren Sinn ein Konzept in der Erzählkunst sowie eine Charaktereigenschaft der Figur des Clowns. Im erweiterten Sinn beschreibt er ein soziales Phänomen, das Horrorclown-Phänomen (dort auch die Bezeichnungen Gruselclown oder Horrorclown). Obwohl die Clowns von ihrem Ursprung her Darsteller des Komischen sind und die Menschen belustigen und unterhalten sollen, hat sich das Bild des bösen Clowns in der Popkultur entwickelt, indem der verspielte Tropus des Clowns durch die Verwendung von Horror-Elementen und schwarzem Humor konterkariert wird.

## Benennung
Die Figur des bösen Clowns, engl. evil clown, auch (psycho-)killer clown, creepy clown oder scary clown, ist seit den 1980er Jahren ein Stereotyp der amerikanischen Popkultur, den der Schweizer Artisten-Biograf Richard Weihe in Anlehnung an den Weißclown (Harlekin, Pierrot: seriös und intelligent) und den Rotclown (dummer August: warmherzig und tölpelhaft) als „Schwarzclown“ (gelegentlich auch „düsterer Clown“: bösartig, bedrohlich) bezeichnet, als „das Clown gewordene Monstrum“, als „Typ des bösen, mordgierigen killer clowns“, dessen Popularitätsgrad „mit potenter Förderung aus Hollywood“ mittlerweile größer ist als der von liebenswerten Clowns.

## Ursprünge

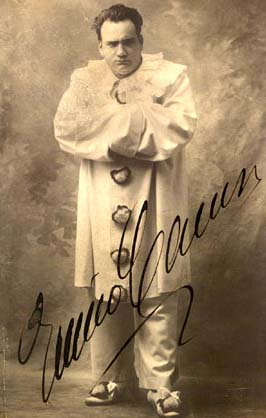
Enrico Caruso als mörderischer Canio in Pagliacci

Der Ursprung des modernen Archetyps des bösen Clowns ist unklar. Der Typus erscheint während des 19. Jahrhunderts, zum Beispiel in Werken wie Edgar Allan Poes Hop-Frog, von dem Jack Morgan von der University of Missouri-Rolla glaubt, dass der Ursprung im Bal des Ardents, einem Unglücksfall aus dem Jahr 1393 am französischen Königshof, zu suchen ist.
Böse Clowns besetzen auch eine kleine Nische im Drama, sie erscheinen in La femme de Tabarin, einem Werk von Catulle Mendès aus dem Jahr 1874, und in Ruggero Leoncavallos Pagliacci, das ein Plagiat von Mendès’ Stück sein soll; beide arbeiten mit der Figur des bösen Clowns.
Der moderne Charakter des bösen Clowns wurde durch Stephen Kings Roman Es populär, der im Jahr 1986 veröffentlicht und 1990 unter dem Titel Stephen Kings Es verfilmt wurde. Eine weitere Ausprägung wird mit dem 1978 inhaftierten US-amerikanischen Serienkiller und Vergewaltiger John Wayne Gacy in Verbindung gebracht, der als Killer-Clown bekannt wurde, nachdem aufgedeckt worden war, dass er als Pogo der Clown Kinder bei Partys und anderen Events unterhalten hatte. Gacy hatte die Verbrechen aber nicht begangen, während er das Kostüm trug.
Der Archetyp des bösen Clowns spielt mit dem Gefühl der Abneigung, das zu den Merkmalen der Angststörung Coulrophobie gehört. Joseph Durwin argumentiert, dass „das Konzept des bösen Clowns“ in der Popkultur eine darüber hinausgehende Rolle spiele; „die weit verbreitete Feindseligkeit“, die es hervorrufe, sei ein kulturelles Phänomen, das sich durch eine Phobie allein nicht erklären lasse.
Eine Studie der University of Sheffield kommt zu dem Schluss, dass „Clowns allgemein von Kindern nicht gemocht werden. Einige fanden sie ziemlich erschreckend und unnahbar.“ Der Grund kann darin liegen, dass die Art des Clown-Make-up ihre Gesichter versteckt, was sie mit der Verkleidung zu einer Bedrohung macht; und ein Psychologie-Professor der California State University, Northridge stellt fest, dass kleine Kinder „sehr reaktiv zu einem vertrauten Körper mit einem ungewohnten Gesicht seien“. Diese natürliche Abneigung gegenüber Clowns macht die bösen Clowns in einem literarischen oder fiktiven Kontext wirkungsvoll, wie es für die empfundene antagonistische Bedrohung des Clowns in einem schurkischen Charakter wünschenswert ist.
Der amerikanische Skeptiker Benjamin Radford, der 2016 das Werk Bad Clowns publizierte und als Experte auf diesem Gebiet gilt, schreibt, dass Clowns im Laufe der Geschichte als Trickster, Narren und vieles mehr angesehen wurden, sie aber immer die Kontrolle innehatten und sich erlauben konnten, ihre Meinung offen zu sagen. Als er das Buch Bad Clowns schrieb, meinte Radford, dass professionelle Clowns im Allgemeinen böse Clowns nicht sehr mögen. Sie betrachten sie als „den faulen Apfel im Fass, dessen hässlicher Anblick und Geruch den Rest der Äpfel verdächtig macht“, und wollen Coulrophobie nicht noch fördern und propagieren. Doch, wie Radford herausfand, gab es böse Clowns die gesamte Historie hindurch: den Harlekin, den Narren des Königs und Pulcinella. Radford argumentiert, dass die bösen Clowns „die Fähigkeit haben, sich der Zeit anzupassen“, und dass der moderne böse Clown sich beispielsweise zu einem Internet-Troll entwickelt habe. Sie mögen kein Clown-Kostüm mehr tragen, aber dennoch interagieren sie mit Menschen zu ihrer eigenen Unterhaltung, beschimpfen, necken oder sprechen aus, was sie denken, was die Wahrheit sei, oftmals so wie der Hofnarr und dip clowns die „menschliche Schwäche“ ihrer Opfer ausnutzen. Radford sagt, dass, obwohl böse Clowns die Medien in Filmen, TV, Musik, Comics und vieles mehr durchdringen, die Zahl der „guten Clowns“ die der schlechten übersteigt. Die Forschung zeige, dass die meisten Menschen keine Angst vor Clowns haben und sie eigentlich mögen und dass die bösen Clowns „die Ausnahme sind und nicht die Regel“.

## Interpretationen
Das Konzept des bösen Clowns steht im Zusammenhang mit der irrationalen Angst vor Clowns, bekannt als Coulrophobie. Der Kulturkritiker Mark Dery hat den postmodernen Archetyp des bösen Clowns in dem Kapitel Cotton Candy Autopsy: Deconstructing Psycho-Killer Clowns seines Buchs The Pyrotechnic Insanitarium: American Culture on the Brink theoretisiert.
In der Ära der Popkultur wird oftmals das Bild des verrückten oder abweichenden Clowns gezeichnet. Dery analysierte diverse Figuren: „Pogo the Clown“, die vom Serienkiller John Wayne Gacy verkörpert wurde; die obszönen Clowns der „Cacophony Society“, einer Gruppierung der Situationistischen Internationale; die Figur Joker (in Batman); die groteske Kunst von R. K. Sloane; die krank-lustige Bobcat-Goldthwait-Komödie Shakes the Clown und „Pennywise“, der tanzende Clown, in Stephen Kings Es.
Mit Hilfe von Michail Bachtins Theorie des Karnevalesken, Analytischer Psychologie und historischen Schriften über die Bilder des Narren in Mythos und Geschichte und über die Vermischung von Ekstase und Angst im Informationszeitalter behauptet Dery, der böse Clown sei eine Ikone unserer Zeit. Clowns werden oft als mörderische Psychopathen in amerikanischen Spukhäusern dargestellt.
Wolfgang M. Zucker weist auf die Ähnlichkeiten zwischen dem Erscheinungsbild eines Clowns und den kulturellen Darstellungen von Dämonen und anderen höllischen Kreaturen hin und bemerkt dabei das kreideweiße Gesicht des Clowns, in dem die Augen fast verschwinden, während der Mund zu einem makabren Aussehen vergrößert wird, wie die Maske des Todes.

## Moderne Legenden und Vorfälle

### Phantom-Clowns
Die entsprechende moderne Sage vom bösen Clown, der uns in der Realität begegnet, ist bekannt als „Phantom Clowns“. 1981 wurde in Brookline, Massachusetts, erstmals berichtet, dass als Clowns verkleidete Männer versucht hätten, Kinder in einen Van zu locken. Die Angst vor solchen Clowns verbreitete sich in den USA im Mittleren Westen und Nordosten. Das Phänomen tauchte 1985 in Phoenix, Arizona, auf, im Jahr 1991 in West Orange, New Jersey, und 1995 in Honduras. Spätere Sichtungen schlossen Chicago, Illinois, 2008 ein. Die Erklärungen für dieses Phänomen reichen von Stephen Kings Buch Es über die kriminellen Taten des Serienkillers John Wayne Gacy bis zu zeitgenössischen Ängsten vor Ritueller Gewalt. Kein Erwachsener oder Polizist habe jemals die bösen Clowns gesehen, obwohl ein Schelm, genannt „Northampton Clown“, als Beispiel für einen real existierenden bösen Clown genannt wurde. Weitere Beschwerden über böse Clowns wurden in Frankreich und den Vereinigten Staaten gemeldet, möglicherweise inspiriert von der American Horror Story: Freak Show.

### Mord an Marlene Warren
In Wellington, Florida, öffnete am 26. Mai 1990 Marlene Warren ihre Haustüre für einen Clown mit braunen Augen, der Blumen und Ballons trug. Er schoss ihr ins Gesicht und fuhr mit einem weißen Chrysler LeBaron davon. Der Mord konnte mit Hilfe von moderner DNA-Technologie nach 27 Jahren geklärt werden. So stellte sich heraus, dass es sich bei der Täterin um Sheila Keen handelte, die zum Tatzeitpunkt die Geliebte des Ehemannes des Opfers gewesen sein soll.

### „Horror-Clown“- Übergriffe
Im Laufe des Jahres 2016 kam es in den USA zu einer ganzen Reihe von Vorfällen, bei denen als Clowns kostümierte Täter Passanten auflauerten. Teils beließen es die Clowns dabei, ihre Opfer zu erschrecken, in anderen Fällen kam es allerdings zu gewalttätigen Übergriffen. Das Phänomen breitete sich von Amerika bald auch nach Europa aus. In Deutschland kam es zu mehreren Vorfällen, bei denen sogenannte „Killer-“ oder „Horrorclowns“ schwere Straftaten verübten. Das Thema wurde in der Folge auch von den Medien aufgegriffen.

### Auswahl von Darstellungen böser Clowns
- Pennywise, eine Figur in Stephen Kings Roman Es.[25] Pennywise wird in der Verfilmung (1990) von Tim Curry und in der Neuverfilmung (2017) von Bill Skarsgård dargestellt.
- Joker, Batmans Gegenspieler, dessen Hauptmerkmale die kreideweiße Haut, die grünen Haare, die roten Lippen und ein permanentes Grinsen sind.[26] Angeblich ist das Aussehen durch ein chemisches Bad verursacht worden; zudem wird er in verschiedenen Erscheinungen als mörderischer und sadistischer Psychopath dargestellt.
- Poltergeist, ein 1982 unter der Regie von Tobe Hooper gedrehter Horrorfilm, zeigt in einigen Szenen eine Clown-Puppe. Im Finale des Films wird die Puppe von einem Dämon ergriffen und versucht, die Filmfigur Robbie Freeling zu erwürgen.
- Im 1988 veröffentlichten Film Killer Klowns from Outer Space fallen Aliens in Gestalt mörderischer Clowns über eine US-amerikanische Kleinstadt her.
- In dem 1978 erschienenen Film Halloween – Die Nacht des Grauens und dem Remake im Jahr 2007 ermordet Michael Myers seine ältere Schwester Judith Myers, während er als Clown verkleidet ist. In Halloween IV trägt Michaels Nichte Jamie Lloyd ein Clown-Kostüm, als sie ihre Stiefmutter mit einer Schere ersticht.
- Captain Spaulding, ein Tankstellen-Betreiber, Museumswächter und Patriarch der mörderischen Firefly-Familie, dargestellt im Rob-Zombie-Film Haus der 1000 Leichen und der Fortsetzung The Devil’s Rejects. Captain Spaulding wird verkörpert vom Schauspieler Sid Haig.
- „Crazy“ Joe Da Volas Darstellung des Pagliaccio in der Seinfeld-Episode Die Opernkarten.
- Im Lied Albtraum der Nina Hagen Band, das 1979 auf dem Album Unbehagen erschien, droht das lyrische Ich dem im Lied Angesprochenen an, ihm in Clownsgestalt zu erscheinen und ihn zu misshandeln.
- Shakes, ein deprimierter, alkoholkranker Clown, dem ein Mord angehängt wird und der im Film Clowns – Ihr Lachen bringt den Tod von Bobcat Goldthwait mit anderen Clowns in Konflikt gerät.
- Laughing Jack ist eine Creepypasta-Figur in Form einer kleinen Puppe, die wie ein Clown aussieht. Die Puppe wird Isaac Grossman als Weihnachtsgeschenk von einem Schutzengel gegeben. Jack wird im Laufe der Handlung jedoch böse und sadistisch, und schließlich tötet er Isaac, weil dieser ihn vernachlässigt hat. Anschließend macht er sich auf, weitere zu töten.
- Red Bastard, ein Bouffon, erschaffen und verkörpert von Eric Davis.
- Shawn Crahan, auch bekannt als Clown von der Metal-Band Slipknot.
- Der Fahrrad-Doktor in dem Film Pee-Wee’s irre Abenteuer, ein bösartiger Clown, der als Arzt verkleidet ist und das geliebte Fahrrad von Pee-Wee Herman zerstört, nachdem er vorgetäuscht hat, es zu reparieren.
- Dimentio ist ein größenwahnsinniger Clown und der Hauptgegner von Super Paper Mario, der oft sadistische Witze in Gegenwart der Helden macht und heimlich seinen Meister und seine Kollegen beschimpft und nur Treue sucht, um das so genannte Chaosherz zu kontrollieren, damit er alles Leben beenden kann und die ganze Welt nach seinen eigenen Vorstellungen und mit ihm als König wieder aufbauen kann.
- Violator, ein Dämon aus der Hölle, der das Aussehen eines kahlköpfigen Mannes im mittleren Alter mit Gesichtsfarbe annimmt und der ein Feind von Spawn im Comic von Todd McFarlane ist.
- Die Mitglieder der Rapgruppe Insane Clown Posse, Violent J und Shaggy 2 Dope, stellen sich als böse Clowns dar.
- In der US-amerikanischen TV-Serie Supernatural gibt es in der zweiten Staffel eine Episode über Rakshasa, einen alten indischen Dämon, dessen Hauptverkleidung ein Clown-Kostüm ist, die er in einem Zirkus verwendet, wo er unter seiner menschlichen Gestalt als blinder Messerwerfer arbeitet, um Kindern nach Hause zu folgen und ihre Eltern zu essen.
- Doink the Clown, eine professionelle Wrestling-Figur, dargestellt von einer Reihe von Wrestlern. Er wird häufig als bösartig dargestellt, spielt böse Streiche und betrügt auf ungewöhnliche Weise.
- Kefka Palazzo, ein Antagonist aus dem Videospiel Final Fantasy VI, ein Psychopath mit dem Outfit und dem Verhalten eines verrückten Narren.
- Die Robot Clowns, geführt von dem unheimlichen menschlichen Chef-Clown. Die Figur stammt aus den Doctor-Who-Folgen Die Todesmanege auf Segonax (1988/89).
- Frenchy, der Clown, die Titelfigur in den Evil Clown Comics von National Lampoon, die Ende der 1980er und Anfang der 1990er Jahre herausgegeben wurden.

## Sonstiges
Im Rahmen des Comic-Salons Erlangen fand von April bis Juni 2016 im Kunstpalais der Hugenottenstadt die Ausstellung Böse Clowns_reloaded statt. Dargestellt wurden bekannte Persönlichkeiten des Genres sowie die Figur des Bösen Clowns in verschiedenen Kunstrichtungen.